# Aranyhaj és a nagy gubanc
Az Aranyhaj és a nagy gubanc (eredeti cím: Tangled) 2010-ben bemutatott amerikai 3D-s számítógépes animációs film, amely az 50. Disney-film, és igencsak nagy hangsúlya volt a stúdió történelmében. Az animációs játékfilm rendezői Nathan Grenom és Byron Howard, producere Roy Conli. A forgatókönyvet Dan Fogelman írta, a zenéjét Alan Menken szerezte. A mozifilm a Walt Disney Pictures és a Walt Disney Animation Studios gyártásában készült, a Walt Disney Studios Motion Pictures forgalmazásában jelent meg. Műfaja zenés kalandfilm.
Amerikában 2010. november 24-én, Magyarországon 2010. december 2-án mutatták be a mozikban.
Történetét, amelyben a címszereplő egy szőke hajú lány, akinek haja 20 méter hosszú, és egy magas toronyba zárva él, mígnem találkozik a cseles, sármos tolvajjal, Flynn Riderrel, a Rapunzel (magyarul: Az aranyhajú leány, vagy Galambbegy) című Grimm-mese ihlette. Minden idők eddigi legdrágább animációs filmje.

## Cselekmény
|  | Alább a cselekmény részletei következnek! |

Flynn Rider azzal kezdi a film narrálását, hogy elmagyarázza, hogy több száz évvel ezelőtt egyetlen csepp napfény esett a Földre, és varázslatos arany virággá nőtte ki magát. A virágot egy Nyanya Banya nevű idős asszony találja meg, aki a "Gyógyító ráolvasás" dalt énekli hozzá, ami helyreállítja fiatalságát és szépségét. Ily módon több száz éve él, elrejtve tartja a virágot, és soha nem osztja meg senkivel.
Flynn elmeséli, hogy az ország királya és királynője gyermeket várt, de a királynő nagyon beteg lett, és elküldte népét, hogy keressék meg a legendás aranyvirágot, amelyről azt pletykálták, hogy hatalmas erővel rendelkezik, amely képes gyógyítani. Nyanya hamarosan rájön, hogy mit keresnek, és elrejti a virágot egy hamis cserje alatt, mivel nem hajlandó megosztani senkivel. Nyanya azonban menekülés közben véletlenül elüti a cserjét, így a virág ragyogása látható lesz a sötétben. A király őrei kitépik a virágot, és visszaviszik a palotába, ahol táplálják a királynőnek, aki túléli és lányát, Aranyhaj hercegnőt szül. A kis hercegnő gyönyörű arany hajjal születik, amely a virág varázsával ragyog. Születésének tiszteletére a király és a királynő lebegő lámpát bocsát ki az égbe.
Aznap éjjel a már öregedő Nyanya Banya lopakodik be a palotába, és megtalálja Aranyhaj haját, hogy helyettesítse a virágot. Bár amikor levágja, a hajfürt sötétbarna lesz, valódi színe. Nyanya rájön, hogy Aranyhaj hajának vágása elveszíti erejét, ezért elrabolja a hercegnőt, és elmenekül vele az ablakon. Flynn elbeszélése elmagyarázza, hogy bezárta a hercegnőt egy rejtett toronyba, és saját gyermekeként nevelte fel, Aranyhaj pedig elénekeltette a gyógyító dalt, hogy helyreállítsa Nyanya fiatalságát. Nyanya elhatározza, hogy elrejti új virágát, ezért hazudik Aranyhajnak, és azt mondja neki, hogy ne hagyja el a tornyot, mert sok veszélyes dolog és kegyetlen ember van odakint, akik ellophatják a haját, és saját javukra használhatják. Ezt követően minden évben a hercegnő születésnapján a királyság több ezer repülő lámpást bocsátott ki abban a reményben, hogy egy nap elveszett hercegnőjük hazatér.
Tizennyolc évvel később Aranyhaj nagy lány lett, aki még mindig a toronyban él egyetlen barátjával, egy Pascal nevű kaméleonnal. Aranyhaj vidám, de egyértelműen unatkozik unalmas életével, amelyet a "Mikor kezdhetnék élni már?" című dalban ír le. A haja hetven láb hosszúra és rendkívül erősre nőtt, és csigák és kampók rendszerén keresztül hurkolja, hogy felemelje magát és megkerülje a tornyot. Az egyik dolog, amivel leköti az idejét, az a festés, és az egész toronyszobáját olyan képek borítják, amelyeket ő festett. Legújabb darabja saját magáról szól, amint felnéz több száz izzó fényre, amelyek azok a lámpák, amelyeket minden évben lát az égen a születésnapján. Azt mondja Pascalnak, hogy ma van a nap, és végre meg fogja csinálni.
Odakint Nyanya megérkezett a torony tövébe, és odaszól Aranyhajnak, hogy engedje le a haját. Aranyhajjal hurkolja a haját, hogy parittyát készítsen, hogy felhúzza és behúzza, majd érzelmileg bántalmazza Aranyhajat, leteszi és kigúnyolja, majd kineveti. Aranyhaj úgy véli, hogy Nyanya Banya az igazi anyja, és hogy szereti őt, de egyértelmű, hogy Nyanya csak a varázslatos hajával törődik.
Aranyhaj megemlíti, hogy másnap van a születésnapja, és amit igazán akar, az az, hogy megnézze a fényeket az égen, mert úgy gondolja, hogy valahogy kapcsolódnak hozzá. Nyanya dühös lesz rá, amiért ki akar menni, és elénekli a "Anyád a tét" című dalt arról, hogy a világ szörnyű és veszélyes hely, és hogy csak Aranyhajat akarja megvédeni, aki állítólag túl hiszékeny és tehetetlen ahhoz, hogy megvédje magát. A dalt azzal fejezi be, hogy keményen azt mondja neki, hogy soha többé ne kérje a torony elhagyását, amibe Aranyhaj beleegyezik, korábbi bátorsága elhalványult. Nyanya ezután elhagyja a tornyot.
Eközben Flynn átsurran a palota tetején két másik tolvajjal, a "Szurka Piszka" fivérekkel (Ron Perlman). Leeresztik Flynnt a tetőn keresztül, aki ellopja az elveszett hercegnő koronáját, bár látják, végül kiüldözik őket a palotából és egy erdőn keresztül. Találnak egy fát, amelyet hármójuk körözési plakátjai borítanak, és Flynn vesz egyet, és idegesen viselkedik, de kiderül, hogy csak azért, mert az orrát soha nem rajzolták meg helyesen. Még mindig üldözik őket, amikor elérnek egy meredek falat, amely zsákutcának tűnik, és Flynn azt mondja az ikreknek, hogy adjanak neki egy lökést a falon. Azt gyanítják, hogy csak elszalad a koronával, és hagyja őket elkapni, de meggyőzi őket, hogy bízzanak benne – és pontosan ezt teszi. Flynn ezután átfut az erdőn, ahol az őrök, az ikrek és az őrök lovának vezetője, Maximus üldözik. Maximusnak emelkedett szaglása van, és illatról illatra tudja követni Flynnt, és még akkor is utoléri, ha megelőzi a többieket. Az ebből eredő küzdelemben a táska, benne a hercegnő koronájával, majdnem leesik egy sziklára, és az utolsó pillanatban elkapja a szikla oldalából kiálló ágat. Miközben megpróbálják visszaszerezni, Flynn és Maximus mindketten leesnek a szikláról.
Egyikük sem sérült meg, de Flynnnek még mindig menekülnie kell Maximus elől. Talál egy sziklafalnak tűnő tárgyat, de kiderül, hogy csak egy nagyon vastag szőlőfüggöny, amely egy kis barlang száját borítja. A barlangot arra használja, hogy elrejtőzzön, míg Maximus kint keres, majd az alagúton keresztül elmenekül, és egy kis tisztáson köt ki... Aranyhaj tornyával a közepén. Úgy dönt, hogy tökéletes búvóhelynek tűnik, nyilakkal méretezi az oldalát, és közvetlenül Aranyhaj hálószobájában köt ki. Kinyitja a táskáját, hogy megnézze a koronát, amit épp most úszott meg... pont akkor, amikor Aranyhaj fejbe üti a serpenyőjével, és kiüti.
Aranyhaj még soha nem látott senkit Nyanyán kívül, és először meg van győződve arról, hogy ő az egyik szörnyeteg, akiről az anyja azt mondta, hogy a tornyon kívül él. Miután rájön, hogy ő csak egy másik ember, elrejti őt a szekrényében, némi nehézséggel. Miután végül betömte, megtalálja a táskáját az elveszett hercegnő koronájával, bár még soha nem látott koronát, és nem tudja, mi az. Megpróbálja néhány különböző módon viselni, mielőtt a fejére helyezné, amikor meghallja, hogy Nanya kívülről szólítja. Elrejti a koronát és a táskát, és felviszi Nyanyát a toronyba.
Aranyhaj azt tervezi, hogy megmutatja Flynnt Nyanyának, bizonyítékként arra, hogy nem tehetetlen, és ki kell engedni, de azzal kezdi, hogy megemlíti a korábbi beszélgetésüket, mire Nyanya kifordul és rákiált, hogy soha nem hagyja el a tornyot. Aranyhaj rájön, hogy Nyanya soha nem engedheti el, ezért inkább azt mondja neki, hogy meggondolta magát, mit szeretne a születésnapjára, és fehér kagylóból készült festéket kér. Nyanya ezt nem igazán akarja megadni neki, mert a lövedékek három napi útra vannak, de úgy gondolja, hogy ez megakadályozza Aranyhajat abban, hogy távozását kérje, ezért beleegyezik.
Miután Nyanya 3 napra elindult, Aranyhaj kiveszi Flynnt (még mindig eszméletlenül) a szekrényből, és a hajával egy székhez kötözi. Pascal felébreszti őt azzal, hogy a nyelvét a fülébe dugja, és Flynn, aki először nem látja Aranyhajat, azonnal kiborul. Amikor azonban a nő a látótérbe lép, rájön, hogy gyönyörű, és elkezdi ütni, nagy zavarodottságára. Azt feltételezi, hogy azért van ott, hogy ellopja a haját, de fogalma sincs, miről beszél, és csak ki akar szabadulni belőle, a szó mindkét értelmében. Amikor rájön, hogy igazat mond (miután még néhányszor megverte őt a serpenyővel), Aranyhaj úgy dönt, hogy ez az ő esélye, és kényszeríti Flynnt, hogy egyezzen bele az üzletbe – együtt hagyják el a tornyot, és másnap este elviszi a lebegő fényekhez, majd másnap hazaviszi, mielőtt Nyanya visszatér. Cserébe megígéri, hogy visszaadja neki a koronát, és hagyja, hogy távozzon, és azt mondja, hogy soha, de SOHA nem szegi meg az ígéreteit. Flynn nem tudja, miért olyan fontosak számára a lámpások, de ez az egyetlen módja annak, hogy visszaszerezze a koronát, ezért vonakodva beleegyezik.
Flynn ugyanúgy leereszkedik a torony faláról, mint ahogy felállt, és felszólítja Aranyhajat, hogy jöjjön le. Aranyhaj, aki a serpenyőjét veszi védelemül, horgaival és csigáival leereszti magát a hajára, bár kétségei támadnak, amint ténylegesen kint van. Felváltva szaladgál és sikoltozik örömében, és dagonyázik a kétségbeesésben és a bűntudatban, amiért elárulta az anyját. Flynn elkeseredett, de megpróbálja bátorítani a bűntudatát, azt gondolva, hogy ráveheti, hogy adja fel és menjen vissza a toronyba, és megúszhatja anélkül, hogy el kellene vinnie a lámpásokhoz. Hirtelen támad egy ötlete, és azt mondja, hogy elviszi ebédelni, és kihúzza a tisztásról.
Másutt Nyanya nem jutott túl messzire, mielőtt összefut Maximusszal, aki még mindig Flynnt keresi (és a körözési plakátot meglátta és odanyújtotta az egyik patáját és felismerte, aztán szét rágta a papírt mint egy fűnyíró). Felismeri őt, mint egy ló a palotából, de lovas nélkül. Hirtelen gyanakodni kezd, hazaszalad, és Aranyhajért kiált, de nem kap választ. Kiássa a befalazott ajtót, az egyetlen másik utat a toronyba és kifelé, és felszalad, hogy felfedezze, hogy Aranyhaj eltűnt. Dühében felfedezi az Aranyhaj által elrejtett koronát is, valamint a körözési plakátot, amelyet Flynn korábban készített. Feltételezi, hogy Flynn elrabolta Aranyhajat, ezért megragad egy kést, és elindul utánuk.
Eközben Flynn elvitte Aranyhajat egy kocsmába, ahol kint egy tábla állt: "A sárga kiskacsa". Aranyhaj izgatott – szereti a kiskacsákat! ― de amikor ténylegesen belépnek, látja, hogy a kocsma tele van dühös, kemény kinézetű férfiakkal. Flynn hazudik, és azt mondja neki, hogy ez a való világban ötcsillagos létesítménynek számít, és megpróbálja ráijeszteni, hogy menjen vissza a tornyába, de Flynn-t felismerik a körözési plakátjairól, mielőtt távozhatnának. Az egyik gengsztert elküldik, hogy hozza el az őröket, míg a többiek Flynnre ugranak, és azon veszekednek, hogy ki kapja meg a jutalompénzt. Úgy néz ki, mintha szét akarnák tépni, amikor Aranyhaj arcon üti a kampós kezűt, és követeli, hogy engedjék el, mert szüksége van rá, hogy megvalósítsa álmát, hogy lássa a lámpákat. Könyörög nekik, hogy találják meg emberségüket, és megkérdezi, hogy volt-e valaha álmuk.
A horogkezű gengszter (akinek a neve: Kampókéz) (Brad Garrett) úgy néz ki, hogy meg fogja ölni, de ehelyett bevallja, hogy neki is van egy álma – koncertzongorista lenni. Ezzel kezdődik az "A Szívem mélyén álmok hada él" című dal az egész kocsma közepén, ahol megtudjuk, hogy bár a gengszterek kegyetlen és vérszomjas csapat, ők is igaz szerelemről álmodnak, szeretnek varrni és sütni, és apró kerámia unikornisokat készíteni. Egyikük szabadidejében utánoz. Flynn kénytelen csatlakozni, és azt énekli, hogy az álma az, hogy rengeteg pénzzel vonuljon nyugdíjba egy napsütötte szigeten, valahol senki mással. Aranyhaj izgatott lesz, és ő is csatlakozik, énekelve arról, hogy mennyire boldog, hogy elhagyta a tornyát, és hogy soha nem akar visszatérni.
Sajnos pont akkor énekli ezt a sort, amikor Nyanya benéz az ablakon keresztül. Nyanya dühös, de mielőtt bármit is tehetne, a gengszter, aki elment az őrökért, visszatér. Az őrök közvetlenül mögötte vannak, a Szurka Piszka fivérekkel láncon. Most, hogy összebarátkoztak, a Kampókéz úgy dönt, hogy segít nekik megszökni, és megnyit egy titkos alagutat a bár padlóján, amelyen keresztül Aranyhaj és Flynn elmenekülhetnek. Bár úgy tűnik, hogy gond nélkül megússzák, Maximus belép a kocsmába, és követi Flynn illatát a titkos alagútig. Odakint az őrök üldözőbe veszik, Nyanya pedig késsel fenyegeti az egyik kocsmai gengsztert, Tömpetörpét hogy mondja meg neki, merre enged ki az alagút. A Szurka Piszka fivérek is üldözik, miután elmenekültek láncaikból.
Az alagúton Aranyhaj és Flynn beszélgetnek. Amikor Flynn megkérdezi Aranyhajat hogy látni akarja-e a lámpásokat, Aranyhaj nehezen válaszolni kezd. Mielőtt elmondja egy kavics darab rá esik az alagút mennyezetéről és az egész alagút remegni kezd, kiderült hogy Maximus és a palotaőrség követi őket. Aranyhaj és Flynn elmenekülnek. (Menekülés előtt összeszedi a haját hogy tudjon futni) Azonban az alagút egy gáthoz vezet, ahol úgy tűnik, hogy Aranyhaj és Flynn sarokba vannak szorulva, amíg Aranyhaj a hajával át nem lendül egy párkányra. Otthagyja Flynnnek a serpenyőjét, aki azzal hárítja el az őröket és kardvív Maximusszal, miközben kijelenti, hogy ez a legfurcsább dolog, amit valaha tett (és ez egy elég furcsa jelenet). Maximus véletlenül kiüti a Serpenyőt Flynn kezéből. Aranyhaj a hajával lasszózza és lehúzza Flynnt a fivérek majdnem elkapják Flynn sunyi beszédet mond nekik "Látnotok kéne az arcotokat annyira röhejes" miután nekicsapódik egy csatornalefolyónak, miközben Maximus nekirugaszkodik egy gerendának hogy hídnak használhassa, áttöri a gátat, és hatalmas vízáradatot zúdít mindenkire.
Aranyhaj és Flynn megpróbálnak túljutni a hullámon, és elrejtőznek egy kis barlangban, amelynek bejáratát egy leesett szikla zárja el. A víz lassan beszívárog a barlangba, ekkor menekülni kezdenek tovább, amikor rájönnek, hogy ez egy zsákutca, és nincs menekvés. Sikertelenül próbálják megmozgatni a sziklákat, Aranyhaj a serpenyőjével próbálja megmozgatni a sziklákat, és Flynn is, de közben hirtelen megcsúszik a keze és elvágja a tenyerét. Mindketten megpróbálnak menekülni a gyorsan emelkedő víz alatt, de nincs fény a barlangban, és alig látják egymást felette. Amikor azt hiszik, hogy meg fognak halni, Aranyhaj megbánja amit tett és sírva fakadva bocsánatot kér Flynntől, amiért belerángatta ebbe, mire Flynn bevallja, hogy az igazi neve Nyálas Eugén, mert úgy gondolta, hogy valakinek tudnia kell, mielőtt meghalt. Aranyhaj megpróbálja jobban érezni magát azzal, hogy bevallja, hogy mágikus haja van, amely ragyog, csak hogy rájöjjön, hogy a haját használhatják a menekülés keresésére a sötét vízben. Épp akkor énekli a varázsdalt, amikor a légzsebük eltűnik, és a víz alá kerülnek, ahol Aranyhaj haja megvilágítja a víz alá süllyedő barlangot.
Flynn/Eugén kiborul a haja miatt, de látja, hogy a sziklák egy kis nyílása felé sodródik, jelezve a légáramlatot. Gyorsan átássák magukat, és éppen elfogy a levegő, amikor áttörnek a szabadba, és egy folyóba szállnak. Felvonszolják magukat a partra és köhögnek és Aranyhaj az mondja Sikerült hogy túlélték, ahol Flynn tényleg kiborul, hogy Aranyhaj haja varázslatos.
Eközben Nyanya az alagút kijáratánál várja őket, de Aranyhaj és Eugén helyett a Szurka Piszka fivéreket kapja. Odaadja nekik a hercegnő koronáját, de azt mondja nekik, hogy ezer koronát érhet nekik, és hogy bosszút állhatnak Eugénen, amíg ott vannak.
Visszatérve a másik kettőre, Miután kiszabadultak a kőbánya barlangjából az erdő folyójába estek, Eugén még mindig sokkot kap Aranyhaj haja miatt, ezért azt mondja neki, hogy ez nem minden, amit tehet, és miután megígérte neki, hogy nem fog kiborulni, a haját a sérült keze köré tekeri, és elénekli a gyógyító dalt. Eugén nagyon keményen próbál nem kiborulni, de még mindig furcsa, amikor sérülése teljesen eltűnik. Aranyhaj elmagyarázza neki, hogy Nyanya azt mondta neki, hogy az emberek megpróbálták levágni a haját és ellopni a varázsát, amikor fiatal volt. Megmutatja neki a tarkójánál lévő barna haj rövid tincsét – azt a zárat, amelyet Nyanya vágott csecsemő korában -, és azt mondja, hogy amikor a haját levágják, elveszíti minden erejét. Nyanya elmondta neki, hogy azért zárta el a külvilágtól, hogy megvédje azoktól az emberektől, akik el akarták lopni a haját.
Miután elmondta Eugénnak a háttértörténetét, ő is tudni akarja az övét, de Eugén azt mondja, hogy nincs sok mondanivalója – árva volt, aki tolvaj lett, és nevét Flynn Riderre változtatta egy könyv hőse után. Elmegy tűzifáért... majd Nyanya megjelenik Aranyhaj mögött, és azt mondja neki, hogy jöjjön vissza a toronyba. Aranyhaj azt mondja neki, hogy Eugénnal akar maradni, mert szereti őt, és azt hiszi, hogy ő is szereti őt. Nyanya dühös lesz, és elmondja neki, hogy ő találta ki az egész románcot, és hogy Eugén semmiképpen sem kedvelheti őt. Odaadja neki a táskát, benne a koronával, és elmondja neki, hogy ez az egyetlen dolog, amit akar, és abban a pillanatban, amikor esélyt kap rá, hogy elvegye, hátrahagyja. Aranyhaj azt mondja, hogy azonnal visszaadja neki, hogy bebizonyítsa, hogy nem fog, és Nyanya éppen akkor távozik, amikor Eugén visszatér a tűzifával. Aranyhaj elkezdi adni neki a táskát, de az utolsó pillanatban kételkedni kezd magában, és elrejti tőle.
Másnap reggel arra ébrednek, Maximus (vizesen érkezett meg mert elöntötte őt is az árvíz de túlélte és folytatta Eugén keresését) áll felettük. Maximus megtámadja Eugént, de Aranyhajnak sikerül megnyugtatnia, és könyörög Maximusnak, hogy csak egy napig hagyja egyedül, hogy elvihesse őt a lebegő lámpákhoz. Maximust elbűvöli őt, és amikor megemlíti, hogy születésnapja van, beadja, bár nem tetszik neki, és továbbra is kínozza Eugént úgy hasba üti Eugént és felmosolyog, amikor nem néz. Mindannyian elindulnak a szigetvárosba, ahol a palota található, ahol Aranyhaj először kóstolja meg a tömegben való létet; folyton emberekbe ütközik, és Eugénnek meg kell győznie néhány kislányt, hogy fonatba fonják Aranyhajat, hogy mozoghasson anélkül, hogy az emberek rálépnének. Miután ennek vége, körbejárják a várost, és várják, hogy leszálljon az éjszaka. Aranyhajnak van élete ideje, táncol és krétával rajzol az utcán. Mementóként Eugén vásárol neki egy kis lila zászlót, rajta a királyi címerrel. Ahogy a sötétség elkezd esni, néhány almával hagyják Maximust, és Eugén egy csónakban kiviszi a vízre, hogy a lámpák "legjobb kilátását" kapja.
A király és a királynő, akik ennyi év után még mindig összetört szívvel aggódnak elveszett lányuk miatt, felgyújtják az első lámpást, majd a városban mindenki ugyanezt teszi. A lámpák lebegnek a víz felett, és Aranyhajnak és Eugénnak- hamarosan több száz gyönyörű izzó fény veszi körül. Kettőt indítottak el, miközben elénekelték a "Végre látom már" című dalt, amely arról szól, hogyan kezdik felismerni egymás iránti érzéseiket. Aranyhaj végül megadja Eugénnek a koronával ellátott táskát, és megnyugtatja, hogy nem hagyja el. Éppen lehajol, hogy megcsókolja, amikor megpillantja mögötte a partot, és meglátja a Szurka Piszka fivéreket, akik megfordulnak és elsétálnak. Nem mondja el Aranyhajnak, hogy mi történik, de felviszi a csónakot a partra, azt mondja neki, hogy csak egy perc múlva lesz, és elindul a koronával.
Eugén megtalálja az ikreket, odaadja nekik a koronát, és bocsánatot kér (bár vicsorgó módon), amiért korábban hátba szúrta őket. Ahelyett, hogy elfogadnák a koronát, az ikrek azt mondják, hogy inkább a lányt szeretnék – Nyanya mindent elmondott nekik Aranyhaj varázslatos hajáról. Visszatérve a partra, Aranyhaj aggódni kezd, hogy mennyi ideig tart Eugén, amikor meglát egy sziluettet előbukkanni a ködből. Feltételezi, hogy ő az, és viccesen azt mondja, attól félt, hogy elveszi a koronát és elfut – aztán az ikrek előbukkannak a ködből, és elmondják, hogy pontosan ezt tette. Rámutatnak egy hajóra, amely a város felé tart, Eugénnel a kormánynál. Aranyhaj elfut előlük, de fonata elkap egy ágat, és nem tud elmenekülni. Amikor nem jönnek utána, észreveszi, hogy megjelent Nyanya, és egy nehéz ággal megütötte őket, hátulról kiütve őket. Nyilvánvalóan kétszer keresztezte őket, így úgy tűnhet, mintha megmentené Aranyhajat, de Aranyhaj ezt nem tudja. Eugén állítólagos árulása miatt összetört szívvel hagyja, hogy Nyanya hazavigye.
Eközben a hajó Eugénnel eléri a városi kikötött. Eugén a koronával a kezében van kötve a kerékhez, hogy ne tudjon elmenekülni, miközben sziluettje úgy tűnik Aranyhajnak, hogy ő irányítja a hajót – két madár, egy kő. Letartóztatják és börtönbe vetik, halálos ítélettel néz szembe míg Maximus nézi hogy elviszik Eugént a börtönbe és odanéz a túloldali erdőre, megtudva hogy visszament a toronyba.
Visszatérve a toronyba, Aranyhaj az ágyán fekszik, nyomorultul, míg Nyanya csak boldog, hogy a dolgok most visszatérnek a régi kerékvágásba. Miközben vacsorát készít, Aranyhaj előveszi a kis zászlót, amelyet Eugén vásárolt neki, és megnézi a nap alakú királyi címert. Hirtelen rájön, hogy ugyanaz a forma van a torony falain – minden festménye magában foglalja valahol. Homályos emlékei vannak a kiságya fölött lévő mobil alakjáról, szülei arcáról, az elveszett hercegnő falfestményéről, és arról az ismerős érzésről, amelyet akkor érzett, amikor a hercegnő koronáját viselte. Aranyhaj rájön, hogy ő az elveszett hercegnő, és hogy Nyanya egész idő alatt hazudott neki. Kiviharzik a szobájából, és rámutat, hogy végig bujkálnia kellett volna Nyanya elől. Nyanya megpróbálja meggyőzni Aranyhajat, hogy buta, és megpróbálja megveregetni a fejét, de Aranyhaj határozottan megragadja a csuklóját, és dühösen ragaszkodik hozzá, hogy soha többé nem engedi, hogy Nyanya használja a haját. Miután kicsavarja a csuklóját, Nyanya hátratántorog egy tükörbe, amely felborul és összetörik. Aranyhaj, aki nem hajlandó visszalépni, megfordul, hogy elhagyja a tornyot. Nyanya dühösen azt mondja neki, hogy ha azt akarja, hogy ő legyen a rosszfiú, akkor ő lehet a rosszfiú és fogságba ejti.
Visszatérve a városba, Eugént kiveszik a cellájából, hogy felakasszák a bűncselekményeiért. Ahogy végigviszik a folyosón, véletlenül meglátja a Szurka Piszka fivéreket egy cellában – Nyanya kettős keresztezése után kapták el őket. Leüti az őröket, és követeli, hogy az ikrek mondják el neki, mi történt Aranyhajjal, és azt mondják neki, hogy az öregasszony (az idős Nyanya Banya) elvitte. Felismerve, hogy veszélyben van, Eugén megpróbál elmenekülni, de több őr jön be és legyőzi őt. Kivonszolják az akasztófa felé, de útközben megpillant egy apró kerámia egyszarvút egy kis alkóvban a falon. Hirtelen az ajtók becsapódnak mögöttük és előttük, és úgy tűnik, hogy a Csúcs kiskacsa gengszterei segítenek Eugénnak, harcolva az őrökkel. Kiviszik az udvarra, és egy szekérrel átkatapultálják a börtön falán, ahol Maximus hátán landol. Kiderül, hogy Maximus volt az, aki elment értük, és segít Eugénnek megtalálni Aranyhajat, ahelyett, hogy letartóztatná. Leugranak a palota tetejéről, és elindulnak a torony felé.
Amikor elérik a tornyot, Eugén a bázison áll, és felhívja Aranyhajat. Ahogy elkezd felmászni, Aranyhaj haja lehullik, és arra használja, hogy felmásszon. Amikor azonban felér a csúcsra, Aranyhajat megláncolva és öklendezve találja, Nyanya pedig megjelenik mögötte, és késével hasba szúrja. Nyanya kinyit egy titkos átjárót, és elkezdi belerángatni Aranyhajat, mondván neki, hogy elviszi valahova, ahol soha többé senki nem fogja megtalálni őket. Aranyhaj elkapja a geget, és azt mondja Nyanyának, hogy élete végéig minden percben harcolni fog vele – de ha hagyja, hogy a haját használja Eugén gyógyítására, akkor csendben megy Nyanyával, és bármit megtesz, amit mond, és soha nem próbál menekülni. A vérző Eugén tiltakozik, de Aranyhaj nem hátrál meg.
Nyanya, tudván, hogy Aranyhaj soha nem szegi meg ígéreteit, végül beleegyezik, és Eugént is láncra veri, arra az esetre, ha gyógyulása után újra megpróbálna harcolni. Eugén úgy döntött, hogy inkább meghal, mintsem hogy Aranyhajat élete végéig fogságban tartsa, ezért levágja a haját egy korábbi törött tükörszilánkkal. A haja azonnal "meghal" és barna lesz, és Nyanya sikoltozik, és megpróbálja összegyűjteni a többi hajat, de elvesztette minden erejét. Gyorsan öregszik, és lehúzza csuklyáját az arcára, hogy senki ne lássa fiatalos szépsége nélkül. Nem látja, hová megy, és vakon botladozik a szobában; Pascal Aranyhaj levágott haját használja arra, hogy megbotolja őt, és kiküldje őt az ablakon, ahol porrá válik puszta kronológiai korából (a virágból nyert évszázadokból), lefelé menet.
Eközben Aranyhaj amúgy is megpróbálja meggyógyítani Eugént, bár a varázslat nem fog működni, mivel a haját levágták. Megállítja őt, és elmondja neki, hogy ő volt az új álma, és ő azt mondja neki, hogy az övé. Amikor Eugén meghal, Aranyhaj könnyek között énekli a gyógyító dal hosszabb változatát, a "The Tear Heals" -t. Miközben énekel, Eugene arcára sír; A könnye felszívódik a bőrébe, és ragyogni kezd. Fény lövell ki onnan, ahol a nő rákiáltott, és a férfi újra felébred, gyógyultan. Azt mondja neki, hogy "van egy dolga a barnáknak", és végül megcsókolják egymást.
A palotában egy őr fut be a szobába, ahol a király és a királynő (akik Aranyhaj szülei nevük: Frederick király és Arianna királynő) elmondja nekik, hogy az elveszett hercegnőt végre megtalálták. Kifutnak az erkélyre, ahol egy rövid hajú Aranyhaj és Eugén várnak. Aranyhaj és szülei könnyes ölelésben osztoznak, és miközben Eugén figyeli, őt is belehúzzák.
Eugén elmeséli a végét, elmagyarázva, mi történt a hercegnő visszatérése óta. A gengszterek áloméletüket élik, és a királyság a serpenyőket fogadja el a hadsereg hivatalos fegyvereként, ami nagymértékben csökkenti a bűnözési rátákat. Aranyhaj ugyanolyan bölcsen és jóindulatúan uralkodott a királyságban, mint a szülei, és évekig tartó kérés után Eugene végül beleegyezett, hogy feleségül veszi. Aranyhaj hangja bevágja és kijavítja őt, és Eugén elismeri, hogy ő volt az, aki valójában megkérdezte őt. A film a palotát körülvevő lebegő lámpásokkal ér véget, és mindenki boldogan él, amíg meg nem hal.
|  | Itt a vége a cselekmény részletezésének! |

## Szereplők
| Szereplő | Eredeti hang                 | Magyar hang       | Leírás |
| --- | ---------------------------- | ----------------- | --- |
| Aranyhaj (Rapunzel) | Mandy Moore (tinédzser)      | Csifó Dorina      | A hosszú aranyhajú, zöld szemű hercegnő, aki mágikus erejű haja segítségével gyógyítja a sebeket, főleg Nyanya banyáét. |
| Aranyhaj (Rapunzel) | Delaney Rose Stein (kislány) | Nádorfi Krisztina | A hosszú aranyhajú, zöld szemű hercegnő, aki mágikus erejű haja segítségével gyógyítja a sebeket, főleg Nyanya banyáét. |
| Flynn Rider / Nyálas Eugén (Flynn Rider / Eugene Fitzherbert) | Zachary Levi                 | Tokaji Csaba      | Az agyafúrt rabló, aki folyton elmenekül a palotaőrség elől.                                                            |
| Nyanya Banya (Mother Gothel) | Donna Murphy                 | Náray Erika       | A gonosz öregasszony, aki elrabolta Aranyhajat, hogy fiatal maradjon az ő mágikus erejével.                             |
| Pascal (Pascal) | Frank Welker                 | Saját hangjukon   | A zöld kaméleon, Aranyhaj legjobb barátja.                                                                              |
| Maximus (Maximus) | Frank Welker                 | Saját hangjukon   | A főpalotaőr hűséges lova, később Nyálas Eugén társa lesz.                                                              |
| Kampókéz (Hookhand) | Brad Garrett                 | Faragó András     | A kampókezű banditavezér.                                                                                               |
| Szurkapiszka fivérek (Stabbington brothers) | Ron Perlman                  | Bognár Tamás      | Nyálas Eugén korábbi társai, az egyik fivér a sebhelyes állú, a másik fivér a félszemű.                                 |
| Szurkapiszka fivérek (Stabbington brothers) | John DiMaggio                | Saját hangján     | Nyálas Eugén korábbi társai, az egyik fivér a sebhelyes állú, a másik fivér a félszemű.                                 |
| Főpalotaőr (Captain of the Guard) | M. C. Gainey                 | Kőszegi Ákos      | A palotaőrség kapitánya.                                                                                                |
| Dudaorr (Big Nose Thug) | Jeffrey Tambor               | Magyar Bálint     | A nagyorrú bandita. |
| Tömpe törpe (Short Thug) | Paul F. Tompkins             | Csuha Lajos       | Az alacsony, fehér szakállas bandita.                                                                                   |
| Vlad (Vlad) | Richard Kiel                 | Borbiczki Ferenc  | A nagydarab, kövér bandita.                                                                                             |
| További magyar hangok: Blazsó Döme, Bolba Éva, Bolla Róbert (Attila, a vasálarcos bandita), Boross Tibor, Csadi Zoltán, Csapó József, Hegedűs Miklós, Oroszi Tamás, Papucsek Vilmos (Sisakos bandita), Presits Tamás, Sörös Miklós, Szabó Máté |                              |                   | |

Magyar változat
A szinkront az SDI Media Hungary készítette.
- Magyar szöveg: Boros Karina
- Dalszöveg: Bradányi Iván
- Hangmérnök: Kránitz Lajos András
- Vágó: Kránitz Bence
- Gyártásvezető: Németh Piroska
- Szinkronrendező: Faragó József
- Zenei rendező: Bolba Tamás
- Produkciós vezető: Borsos Edit, Szabó Nicolette
- Művészeti vezető: Mariusz Jaworowski

## Filmzene
A film zenéjét Alan Menken szerezte, és belőle az I See the Light című számot több díjra is jelölték. A filmzenét tartalmazó CD-t 2010. november 10-én adták ki az Egyesült Államokban.
| 1.    | When Will My Life Begin             | Mandy Moore                                                            | 2:32 |
| 2.    | When Will My Life Begin (Reprise 1) | Mandy Moore                                                            | 1:03 |
| 3.    | Mother Knows Best                   | Donna Murphy                                                           | 3:10 |
| 4.    | When Will My Life Begin (Reprise 2) | Mandy Moore                                                            | 2:06 |
| 5.    | I've Got a Dream                    | Brad Garrett Jeffrey Tambor Mandy Moore Zachary Levi Tangled -együttes | 3:11 |
| 6.    | Mother Knows Best (Reprise)         | Donna Murphy                                                           | 1:38 |
| 7.    | I See the Light                     | Mandy Moore Zachary Levi                                               | 3:44 |
| 8.    | Healing Incantation                 | Mandy Moore                                                            | 0:54 |
| 9.    | Flynn Wanted                        | Alan Menken                                                            | 2:51 |
| 10.   | Prologue                            | Murphy Delaney Stein                                                   | 2:02 |
| 11.   | Horse with No Rider                 | Menken                                                                 | 1:57 |
| 12.   | Escape Route                        | Menken                                                                 | 1:57 |
| 13.   | Campfire                            | Menken                                                                 | 3:21 |
| 14.   | Kingdom Dance                       | Menken                                                                 | 2:20 |
| 15.   | Waiting For the Lights              | Menken                                                                 | 2:47 |
| 16.   | Return to Mother                    | Menken                                                                 | 2:06 |
| 17.   | Realization and Escape              | Menken                                                                 | 5:50 |
| 18.   | The Tear Heals                      | Menken Moore                                                           | 7:37 |
| 19.   | Kingdom Celebration                 | Alan Menken                                                            | 1:50 |
| 20.   | Something That I Want               | Grace Potter                                                           | 2:43 |
| 21.   | I See The Light (Reprise)           | Shannon Saunders                                                       | 3:38 |
| 55:39 |                                     |                                                                        |      |

### Betétdalok
| Magyarul                    | Magyarul                                                                | Angolul                 | Angolul                                                      |
| Dal                         | Előadó                                                                  | Dal                     | Előadó                                                       |
| --------------------------- | ----------------------------------------------------------------------- | ----------------------- | ------------------------------------------------------------ |
| Mikor kezdhetnék élni már   | Csifó Dorina                                                            | When Will My Life Begin | Mandy Moore                                                  |
| Anyád a tét                 | Náray Erika                                                             | Mother Knows Best       | Donna Murphy                                                 |
| Szívem mélyén álmok hada él | Faragó András Magyar Bálint Csifó Dorina Tokaji Csaba Bergendy-együttes | I've Got a Dream        | Brad Garrett Jeffrey Tambor Mandy Moore Zachary Levi Company |
| Végre látom már             | Csifó Dorina Tokaji Csaba                                               | I See the Light         | Mandy Moore Zachary Levi                                     |
| Mindent akarok én           | Csifó Dorina                                                            | Something That I Want   | Grace Potter                                                 |

## Díjak és jelentősebb jelölések
| Díj                        | Kategória                                      | Eredmény |
| -------------------------- | ---------------------------------------------- | -------- |
| Szaturnusz-díj             | Legjobb animációs film                         | Jelölve  |
| Oscar-díj                  | Legjobb eredeti betétdal ("I See the Light")   | Jelölve  |
| Annie díj                  | Legjobb animációs film                         | Jelölve  |
| Annie díj                  | Writing in a Feature Production (Dan Fogelman) | Jelölve  |
| Golden Globe-díj           | Legjobb animációs film                         | Jelölve  |
| Golden Globe-díj           | Legjobb betétdal ("I See the Light")           | Jelölve  |
| Broadcast Film Critics Díj | Legjobb animációs film                         | Jelölve  |
| Broadcast Film Critics Díj | Legjobb betétdal ("I See the Light")           | Jelölve  |
| Phoenix Film kritika díj   | Legjobb animációs film                         | Jelölve  |
| Phoenix Film kritika díj   | Legjobb eredeti betétdal ("I've Got a Dream")  | Jelölve  |

## Televíziós megjelenések
- HBO, HBO Comedy / HBO 3, HBO 2, Disney Channel
- Cool TV, RTL Klub, Film Now